# Cloudy Bay Vineyards
Cloudy Bay Vineyards — новозеландское винодельческое хозяйство, расположенное в северо-восточной части Южного острова. Входит в винодельческий регион Марлборо, являющийся одним их самых южных в мире. Было основано в 1985 году и со временем прославилось высококачественными  винами, изготовленными из сортов совиньон-блан, шардоне, пино-нуар. В начале 1990-х годов винодельня была приобретена домом Veuve Clicquot, который является одним из брендов группы LVMH Moët Hennessy — Louis Vuitton.

## История
Виноградарство появилось в новозеландском регионе Марлборо в 1973 году, когда Montana — крупнейшая винодельческая компания страны, разбила здесь первые виноградники. Выбор именно этого места был обусловлен неприхотливостью местных почв (бедных, гравийных) и их невысокой ценой (около 180 NZ$). Со временем этот район стал самым известным местом производства вина и самым значительным по площади (более 23 000 га) в стране. Ведущими сортами винограда здесь стали: совиньон блан, шардоне, пино-гри, рислинг, пино-нуар. Marlborough является одним их самых южных регионов в мире (в Новой Зеландии южнее расположены Кентербери/Вайпара и Сентрал Отаго), самым известным и крупнейшим в стране. По другим сведениям, самые южные винодельческие регионы находятся в Аргентине, в частности, Рио-Негро в Патагонии.    
Хозяйство Cloudy Bay Vineyards было основано в 1985 году Дэвидом Хоненом (David Hohnen), создателем винодельни Margaret River Cape Mentelle Vineyards (западная Австралия). Оно стало одним из первых пяти хозяйств, появившихся в самом южном регионе мира Марлборо. Оба хозяйства Хонена и его партнёров достигли международного признания за высокое качество своей продукции. Винодельню первоначально планировалось назвать Farewell Spit, но владельцы остановили свой выбор на Cloudy Bay — в честь Облачной бухты (Клауди Бэй), залива в устье реки Вайрау, названного так мореплавателем Джеймсом Куком во время его посещения Новой Зеландии в 1770 году. Винный критик Оз Кларк (Oz Clarke) писал, что «судьбе было угодно, чтобы об этом вине узнали, потому что Cloudy Bay 1985 на конкурсе в Лондоне был признан лучшим Совиньон Блан в мире. За последующие пару лет оно стало самым востребованным белым вином в мире. Очереди выстраивались на улице перед любым магазином, в который по слухам его завезли. Количество бутылок квотировалось, затем продавалось и перепродавалось». Авторы «Le Grand Larousse du vin» отмечали, что «благоуханные» вина Cloudy Bay со временем стали не только национальным, но и международным стандартом, хозяйство постепенно расширилось и ассортимент был дополнен, «среди прочего, выдержанным в бочках Шардоне, одним из лучших и ярких в стране, чистым и освежающим Пино Нуар, а также игристым Pelorus, впечатляющим своим изяществом». По мнению Оза Кларка, высококлассные вина сорта совиньон-блан компании и вообще региона являются лучшими в мире. Это вино выращивается на каменистых, хорошо дренируемых почвах и поступает на рынок через полгода после сбора урожая.  
Основные сорта винограда: совиньон-блан, шардоне, пино-нуар. На этикетке, выполненной в светлых тонах, представлен горный рельеф региона Марлборо и небо. В начале 1990-х годов акции винодельни были приобретены домом Veuve Clicquot, являющегося подразделением многонациональной компании по производству предметов роскоши LVMH Moët Hennessy — Louis Vuitton. С 2009 года хозяйство Cloudy Bay стало производить вино из материалов региона Центральный Отаго (Северный остров).